# Cratere Hovnatanian
Hovnatanian  è un cratere sulla superficie di Mercurio.